# George Rațiu
George Adrian Rațiu (Kolozsvár, 2000. április 23. –) román úszó, ifjúsági olimpikon.

## Sportpályafutása
Az úszással ötévesen kezdett el foglalkozni, előbb a kolozsvári Gyermekek Palotájában (Palatul Copiilor), majd később az Olimpiai Uszodában. Első hazai versenyére 2010-ben, 9 évesen került sor, az idő múlásával pedig – mint a kolozsvári CSM sportolója, Claudiu Radu edző irányítása alatt – korosztályában begyűjthette a legtöbb országos bajnoki címet. 2016-ban a román úszóbajnokságon, a 16 esztendősök (juniorok) mezőnyében, 50 m pillangón új országos rekordot állított fel.
A kolozsvári C.S. Universitatea Clujhoz történt átigazolását követően, 2017-ben a bulgáriai Szófiában rendezett ifjúsági úszó-Balkán-bajnokságot négy éremmel (három arannyal és egy ezüsttel) zárta, a 4 × 100 méteres gyorsváltó tagjaként pedig országos csúcsot úszott. Még ebben az évben ott volt az izraeli Netanjában megrendezett junior úszó-Európa-bajnokságon, azonban az 50 méteres gyorsúszás elődöntőjéből nem jutott tovább.
2018-től CSA Steaua Bukarest úszójaként folytatta tovább, Eduard Caslaru kezei alatt. 2018 augusztusában, a Glasgow-i úszó-Európa-bajnokságon, az 50 méteres gyorsúszók mezőnyében a 40. helyen végzett, holtversenyben az ír Calum Bainnel.
Az év októberében, az argentín fővárosban, Buenos Airesben rendezett 2018-as nyári ifjúsági olimpián három versenyszámban indult, 50 méter pillangón, 50 és 100 méter gyorsúszásban. Az előbbiben a 18., míg az utóbbi kettőben a 6. és a 32. helyet sikerült megszereznie. Decemberben pedig, a hangcsoui rövid pályás úszó-világbajnokságon, az 50 méter gyors 128 fős mezőnyében az 56. helyen zárt.
A 2019-es kvangdzsu úszó-világbajnokságon, a férfi 50 méteres pillangó és a férfi 50 méteres gyorsúszás versenyszámában indult, melyben a 43., illetve a 48. helyen ért célba.